# كاتارينا دوبايوفا
كاتارينا دوبايوفا مواليد 9 ديسمبر 1978، هي لاعبة كرة يد سلوفاكية تلعب كظهير أيمن. مثلت منتخب سلوفاكيا لكرة اليد للسيدات.

## سجل المنافسة
شاركت في البطولات التالية:
- بطولة أوروبا لكرة اليد للسيدات 2014